# Sex and the City (filme)
Sex and the City (anunciado como Sex and the City: The Movie; bra: Sex and the City - O Filme; prt: O Sexo e a Cidade ou Sexo e a Cidade) é um filme norte-americano de comédia romântica de 2008, escrito e dirigido por Michael Patrick King em sua estreia como diretor de longa-metragem, e uma continuação da série de comédia dramática da HBO, transmitida entre 1998 e 2004, com o mesmo nome (baseada no livro de homônimo de 1997 de Candace Bushnell) sobre quatro amigas: Carrie Bradshaw (Sarah Jessica Parker), Samantha Jones (Kim Cattrall), Charlotte York Goldenblatt (Kristin Davis), e Miranda Hobbes (Cynthia Nixon), lidando com suas vidas como mulheres solteiras em Nova Iorque. A série frequentemente apresentava discussões francas sobre romance e sexualidade.
A estreia mundial ocorreu na Leicester Square, em Londres, em 12 de maio de 2008, e estreou em 28 de maio de 2008, no Reino Unido e em 30 de maio de 2008, nos Estados Unidos. Apesar das críticas mistas dos críticos, chamando o filme de um episódio prolongado da série, foi um êxito comercial, arrecadando mais de 415 milhões de dólares em todo o mundo, com um orçamento de 65 milhões de dólares.
Uma sequência do filme, intitulada Sex and the City 2, foi lançado em 2010 com um sucesso comercial semelhante, mas teve recepção geralmente desfavorável por parte da crítica profissional. Um terceiro filme foi anunciado em dezembro de 2016, mas em setembro de 2017, Parker confirmou que isso não aconteceria.

## Elenco
- Sarah Jessica Parker como Carrie Bradshaw
- Kim Cattrall como Samantha Jones
- Kristin Davis como Charlotte York Goldenblatt
- Cynthia Nixon como Miranda Hobbes
- Chris Noth como John James "Mr. Big" Preston
- Jennifer Hudson como Louise
- David Eigenberg como Steve Brady
- Jason Lewis como Smith Jerrod
- Evan Handler como Harry Goldenblatt
- Willie Garson como Stanford Blatch
- Mario Cantone como Anthony Marantino
- Lynn Cohen como Magda
- Candice Bergen como Enid Frick
- Joseph Pupo como Brady Hobbes
- Alexandra and Parker Fong como Lily Goldenblatt
- Gilles Marini como Dante
- Julie Halston como Bitsy von Muffling

## Produção

### Desenvolvimento
No final de Sex and the City em fevereiro de 2004, havia indicações de um filme sendo considerado após a série. A HBO anunciou que Michael Patrick King estava trabalhando em um roteiro possível para o filme que ele iria dirigir. Mais tarde naquele ano, Kim Cattrall se recusou a trabalhar no projeto, alegando que o roteiro e a data de início eram excessivamente prolongados e ela decidiu aceitar outras trabalhos. Como resultado, as ideias imediatas do filme foram abandonadas.
Foi em meados de 2007 que os planos para fazer o filme foram anunciados novamente. Isso supostamente resultou após as condições de Cattrall serem aceitas junto com uma futura série da HBO. Em maio de 2007, o projeto foi interrompido depois que a HBO decidiu que não estava mais em condições de financiar o filme por conta própria. O projeto foi lançado dentro da família Time Warner (proprietários da HBO) e foi escolhido pela irmã New Line Cinema.
Em fevereiro de 2009, foi anunciado oficialmente que uma sequência seria feita incluindo todas as quatro atrizes e o escritor-diretor Michael Patrick King.

### Filmagens
O filme foi filmado em Nova Iorque entre setembro e dezembro de 2007. As locações incluíam vários lugares ao redor de Manhattan e cerca de grande parte foi filmada no Steiner Studios e Silvercup Studios. A filmagens foram continuamente interrompida por paparazzi e espectadores com as autoridades policiais e de segurança empregadas para controlar a multidão. Esforços foram tomados para manter o enredo do filme em segredo, incluindo a filmagem de múltiplos finais. Como uma estratégia de defesa, cenas filmadas em público ou na presença de um número de extras foram denominadas por Ryan Jonathan Healy e o elenco principal como "sequências de sonhos".

### Figurino
Como na série de televisão, a moda desempenhou um papel significativo na trama e produção do filme. Mais de 300 conjuntos foram usados ao longo de todo o filme. Patricia Field, que criou figurinos para a série, também assumiu o trabalho no filme. Field afirmou que inicialmente era ambivalente fazer o filme, por razões monetárias e criativas. Field chegou à fama particularmente depois de projetar para a série de 1998 a 2004, onde ela popularizou o conceito de usar roupas de grife com a moda do dia-a-dia.
Enquanto vestia os personagens para o filme, Field decidiu ficar clara sobre as últimas tendências da moda definindo as personagens e, em vez disso, focou-se na evolução da personagem individualmente e na atriz que a interpretou nos últimos quatro anos. Enquanto o estilo de Samantha foi influenciado pela soap opera norte-americana, Dynasty, Jackie Kennedy foi a inspiração para as roupas de Charlotte. Miranda, de acordo com Field, evoluiu mais da série em termos de moda. Isso foi influenciado significativamente pelo desenvolvimento da atriz Cynthia Nixon nos últimos anos.
- A roupa de tutu que Carrie modela para as outras garotas é a mesma roupa que ela usa nos créditos do programa.
- A assistente de Carrie, Louise, aluga suas bolsas de grife da Bag Borrow or Steal.[23]
- Chapéus para Vivienne Westwood no filme são feitos por Prudence Millinery.
- H. Stern emprestou mais de 300 peças ao filme.
- Os trajes também foram selecionados de coleções do designer de alta costura Gilles Montezin.[24]

## Música

### Trilha sonora
A trilha sonora foi lançada em 27 de maio de 2008 pela New Line Records. A trilha sonora inclui novas canções de Fergie e Jennifer Hudson (que interpreta a assistente de Carrie no filme). A trilha sonora do filme estreou em segundo lugar na Billboard 200, a maior estreia de uma trilha sonora de filme multi-artista desde 2005, com Get Rich or Die Tryin ', e estreando no número seis no UK Albums Chart, vendendo até hoje mais de 55 mil cópias.
Uma segunda trilha sonora, Sex and the City: Volume 2, foi lançada em 23 de setembro de 2008, coincidindo com o lançamento do DVD, com os cantores britânicos Estelle, Craig David, Mutya Buena e Amy Winehouse. Também contou com canções de Janet Jackson, Ciara e Elijah Kelley.

### Partitura orquestral
Em dezembro de 2008, a partitura orquestral para o filme foi lançada, Sex And The City – The Score, contendo 18 faixas de partitura original composta, co-orquestrada e conduzida por Aaron Zigman. Enquanto a ordem das faixas não corresponde diretamente à ordem em que a partitura é ouvida no filme, a trilha sonora da partitura contém quase todas as que estão presentes no filme.

## Lançamento

### Estreia
A estreia internacional do filme aconteceu em 12 de maio de 2008, no Odeon West End, na Leicester Square, em Londres, com um público de 1.700 pessoas. Estreiando também subsequentemente no Sony Center na Potsdamer Platz em Berlin em 15 de maio. O filme teve sua estreia em Nova Iorque no Radio City Music Hall em 27 de maio de 2008.